# Célèbre parce qu'on est célèbre

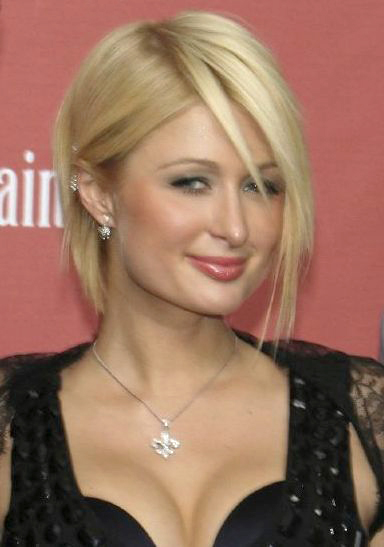
Paris Hilton est « célèbre pour sa célébrité ».

« Célèbre parce qu'on est célèbre », ou « célèbre pour sa célébrité », est la traduction de l'expression  péjorative anglaise « famous for being famous ». Elle désigne quelqu'un qui atteint la célébrité sans raison particulière clairement identifiée, à la différence d'une célébrité fondée sur des réalisations, un talent ou des compétences particulières ; il s'agit de personnes qui semblent avoir fabriqué elles-mêmes leur propre célébrité, ou de quelqu'un qui l'a obtenue par sa famille ou sa proximité avec une personne elle-même célèbre.

## Origine du terme
Ce terme provient d'une analyse du monde dominé par les médias intitulée The Image: A Guide to Pseudo-events in America, écrite en 1961 par l'historien et théoricien des relations sociales Daniel J. Boorstin. Dans cette analyse, il décrit une célébrité comme « une personne qui est connue pour être bien connue » (« a person who is known for his well-knownness »). Daniel Boorstin défend aussi l'idée selon laquelle la révolution graphique du journalisme et d'autres formes de communication a coupé le lien entre la gloire et la grandeur, et que cette coupure a hâté le déclin de la gloire, qui se réduit à une simple notoriété. Au fil du temps, la phrase a évolué pour devenir en anglais « a celebrity is someone who is famous for being famous » (« une célébrité est quelqu'un qui est célèbre en raison de sa célébrité »), plus usitée en français sous la forme ramassée « célèbre pour être célèbre ».

Il est possible que l'expression anglaise utilisée aujourd'hui (« famous for being famous ») ait été formulée pour la première fois par le journaliste britannique Malcolm Muggeridge, dans l'introduction de son livre de 1967, Muggeridge Through The Microphone, dans lequel il écrivait : 

« Par le passé, si quelqu'un devenait célèbre ou notoire, c'était pour quelque chose, par exemple en tant qu'écrivain, acteur ou criminel ; pour un certain talent, une distinction honorifique ou un crime abominable. De nos jours, on est célèbre parce qu'on est célèbre. Les gens qui abordent quelqu'un dans la rue ou dans les lieux publics en revendiquant le connaître disent presque toujours : « je vous ai vu à la télé ! ». »